# Alessandro Farnese (1635-1689)

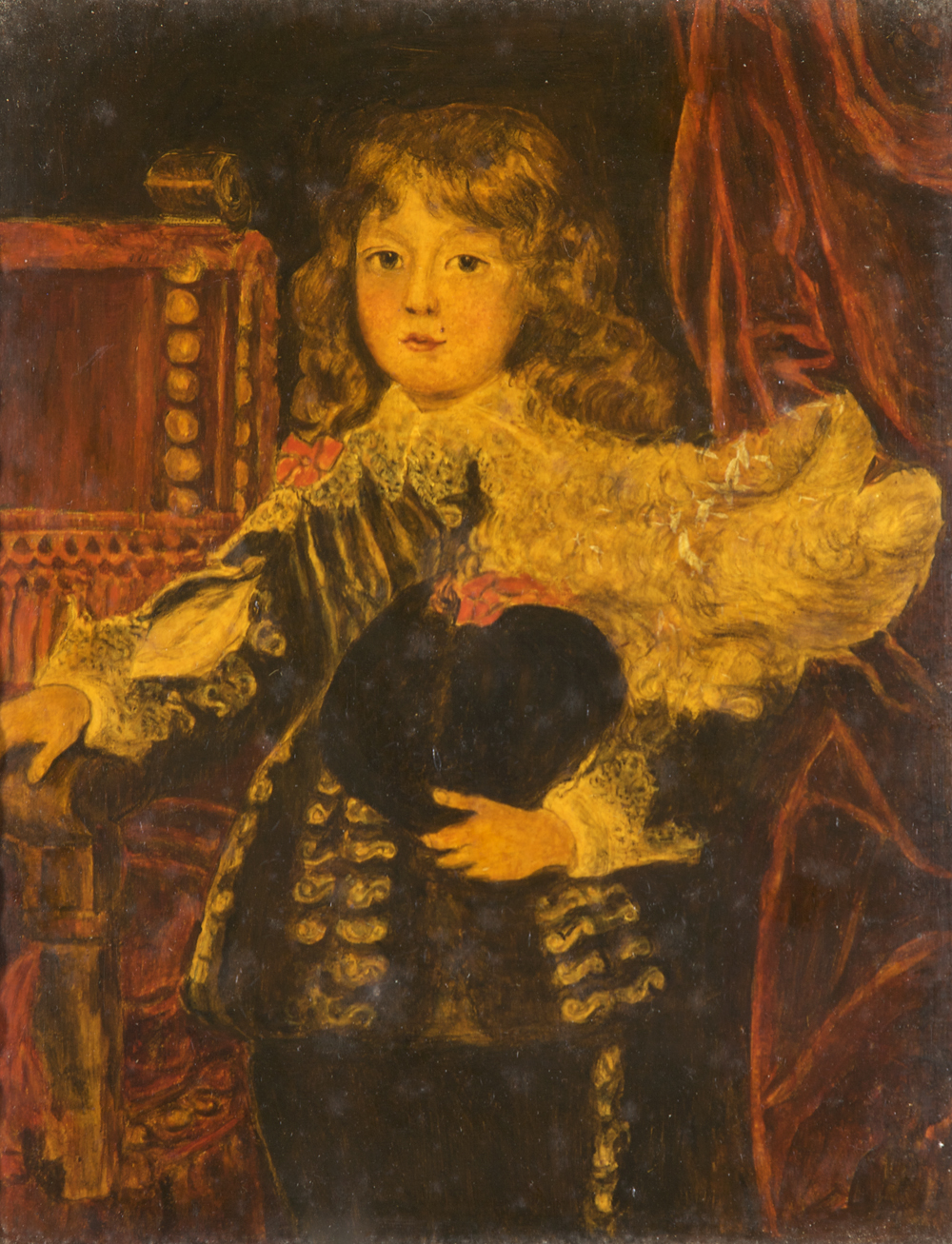
Alessandro Farnese

Alessandro Farnese (Parma, 10 januari 1635 – Madrid, 18 februari 1689) was prins van Parma en Piacenza en van 1678 tot 1682 landvoogd van de Zuidelijke Nederlanden.

## Familie Farnese
Hij was de tweede zoon van Odoardo Farnese, hertog van Parma en Piacenza, en Margherita de' Medici. Ter onderscheiding van zijn overgrootvader hertog Alessandro van Parma, ook landvoogd der Nederlanden, werd Alessandro ook wel Alessandro di Odoardo genoemd. Zijn oudere broer Ranuccio was de regerende hertog van Parma en Piacenza.

## Militaire carrière
- 1656 - 1658: generaal van de Venetiaanse cavalerie
- 1658 - 1664: nam deel aan een van de Ottomaans-Venetiaanse oorlogen
- 1664 - 1675: generaal van de Italiaanse cavalerie van het Spaanse leger
- 1675 - 1676: onderkoning van Spaans Navarra
- 1676 - 1677: onderkoning van Catalonië, toen Catalonië in personele unie was met het Spaanse koninkrijk[1]
- 1678 - 1682: Alessandro werd na de Hollandse Oorlog aangesteld als landvoogd van de Zuidelijke Nederlanden. Hij was niet bij machte de Franse koning Lodewijk XIV buiten de Zuidelijke Nederlanden te houden.[2]
- 1682 - 1689: Opnieuw werd hij generaal in dienst van Venetië.
- 1687 - zijn dood in 1689: Alessandro werd admiraal van de Spaanse marine, wat hij combineerde met zijn functie als nieuw benoemde staatsraad in Madrid.

## Kinderen
Hij stierf in 1689 ongehuwd. Bij zijn maîtresse Maria Lao y Carillo had hij vier kinderen:
- Alessandro Odoardo (Badajoz, 12 april 1663 – Cacéres, 21 mei 1666)
- Alessandro Maria (Badajoz, 30 oktober 1664 – 28 september 1726), kolonel in het Spaanse leger
- Margherita (Badajoz, 5 juni 1665 – Parma, november 1718), non in het San Paulo-klooster in het stamland Parma
- Isabella (Badajoz, 19 september 1666 – Parma, 27 december 1741), non in hetzelfde klooster in Parma als haar zus.

## Kwartierstaat
| Alexander Farnese (1545-1592)   | Alexander Farnese (1545-1592)   | Alexander Farnese (1545-1592)   | Alexander Farnese (1545-1592)   | Alexander Farnese (1545-1592)   | Alexander Farnese (1545-1592)   | Maria van Portugal (1538-1577) | Maria van Portugal (1538-1577) | Maria van Portugal (1538-1577) | Maria van Portugal (1538-1577) | Maria van Portugal (1538-1577) | Maria van Portugal (1538-1577) |                                |                                | Giovanni Francesco Aldobrandini (1545–1601) | Giovanni Francesco Aldobrandini (1545–1601) | Giovanni Francesco Aldobrandini (1545–1601) | Giovanni Francesco Aldobrandini (1545–1601) | Giovanni Francesco Aldobrandini (1545–1601) | Giovanni Francesco Aldobrandini (1545–1601) | Olimpia Aldobrandini (1567-1637)    | Olimpia Aldobrandini (1567-1637)    | Olimpia Aldobrandini (1567-1637) | Olimpia Aldobrandini (1567-1637) | Olimpia Aldobrandini (1567-1637)   | Olimpia Aldobrandini (1567-1637)   |                                    |                                    | Ferdinando I de' Medici (1549-1609) | Ferdinando I de' Medici (1549-1609) | Ferdinando I de' Medici (1549-1609) | Ferdinando I de' Medici (1549-1609) | Ferdinando I de' Medici (1549-1609) | Ferdinando I de' Medici (1549-1609) | Christine van Lotharingen (1565-1637) | Christine van Lotharingen (1565-1637) | Christine van Lotharingen (1565-1637) | Christine van Lotharingen (1565-1637) | Christine van Lotharingen (1565-1637) | Christine van Lotharingen (1565-1637) |                                   |                                   | Karel II van Oostenrijk (1540-1590) | Karel II van Oostenrijk (1540-1590) | Karel II van Oostenrijk (1540-1590)        | Karel II van Oostenrijk (1540-1590)        | Karel II van Oostenrijk (1540-1590)        | Karel II van Oostenrijk (1540-1590)        | Maria Anna van Beieren (1551-1608)                      | Maria Anna van Beieren (1551-1608)                      | Maria Anna van Beieren (1551-1608)                      | Maria Anna van Beieren (1551-1608)                      | Maria Anna van Beieren (1551-1608)                      | Maria Anna van Beieren (1551-1608)                      |  |  |  |  |  |  |  |  |  |  |  |  |  |  |  |  |  |  |  |  |  |  |  |  |  |  |  |  |  |  |  |  |  |  |  |  |  |  |  |  |  |  |  |  |  |  |  |  |
| Alexander Farnese (1545-1592)   | Alexander Farnese (1545-1592)   | Alexander Farnese (1545-1592)   | Alexander Farnese (1545-1592)   | Alexander Farnese (1545-1592)   | Alexander Farnese (1545-1592)   | Maria van Portugal (1538-1577) | Maria van Portugal (1538-1577) | Maria van Portugal (1538-1577) | Maria van Portugal (1538-1577) | Maria van Portugal (1538-1577) | Maria van Portugal (1538-1577) |                                |                                | Giovanni Francesco Aldobrandini (1545–1601) | Giovanni Francesco Aldobrandini (1545–1601) | Giovanni Francesco Aldobrandini (1545–1601) | Giovanni Francesco Aldobrandini (1545–1601) | Giovanni Francesco Aldobrandini (1545–1601) | Giovanni Francesco Aldobrandini (1545–1601) | Olimpia Aldobrandini (1567-1637)    | Olimpia Aldobrandini (1567-1637)    | Olimpia Aldobrandini (1567-1637) | Olimpia Aldobrandini (1567-1637) | Olimpia Aldobrandini (1567-1637)   | Olimpia Aldobrandini (1567-1637)   |                                    |                                    | Ferdinando I de' Medici (1549-1609) | Ferdinando I de' Medici (1549-1609) | Ferdinando I de' Medici (1549-1609) | Ferdinando I de' Medici (1549-1609) | Ferdinando I de' Medici (1549-1609) | Ferdinando I de' Medici (1549-1609) | Christine van Lotharingen (1565-1637) | Christine van Lotharingen (1565-1637) | Christine van Lotharingen (1565-1637) | Christine van Lotharingen (1565-1637) | Christine van Lotharingen (1565-1637) | Christine van Lotharingen (1565-1637) |                                   |                                   | Karel II van Oostenrijk (1540-1590) | Karel II van Oostenrijk (1540-1590) | Karel II van Oostenrijk (1540-1590)        | Karel II van Oostenrijk (1540-1590)        | Karel II van Oostenrijk (1540-1590)        | Karel II van Oostenrijk (1540-1590)        | Maria Anna van Beieren (1551-1608)                      | Maria Anna van Beieren (1551-1608)                      | Maria Anna van Beieren (1551-1608)                      | Maria Anna van Beieren (1551-1608)                      | Maria Anna van Beieren (1551-1608)                      | Maria Anna van Beieren (1551-1608)                      |  |  |  |  |  |  |  |  |  |  |  |  |  |  |  |  |  |  |  |  |  |  |  |  |  |  |  |  |  |  |  |  |  |  |  |  |  |  |  |  |  |  |  |  |  |  |  |  |
|                                 |                                 |                                 |                                 |                                 |                                 |                                |                                |                                |                                |                                |                                |                                |                                |                                             |                                             |                                             |                                             |                                             |                                             |                                     |                                     |                                  |                                  |                                    |                                    |                                    |                                    |                                     |                                     |                                     |                                     |                                     |                                     |                                       |                                       |                                       |                                       |                                       |                                       |                                   |                                   |                                     |                                     |                                            |                                            |                                            |                                            |                                                         |                                                         |                                                         |                                                         |                                                         |                                                         |  |  |  |  |  |  |  |  |  |  |  |  |  |  |  |  |  |  |  |  |  |  |  |  |  |  |  |  |  |  |  |  |  |  |  |  |  |  |  |  |  |  |  |  |  |  |  |  |
|                                 |                                 |                                 |                                 | Ranuccio I Farnese (1569-1622)  | Ranuccio I Farnese (1569-1622)  | Ranuccio I Farnese (1569-1622) | Ranuccio I Farnese (1569-1622) | Ranuccio I Farnese (1569-1622) | Ranuccio I Farnese (1569-1622) |                                |                                |                                |                                |                                             |                                             | Margherita Aldobrandini (1588-1646)         | Margherita Aldobrandini (1588-1646)         | Margherita Aldobrandini (1588-1646)         | Margherita Aldobrandini (1588-1646)         | Margherita Aldobrandini (1588-1646) | Margherita Aldobrandini (1588-1646) |                                  |                                  |                                    |                                    |                                    |                                    |                                     |                                     |                                     |                                     | Cosimo II de' Medici (1590-1621)    | Cosimo II de' Medici (1590-1621)    | Cosimo II de' Medici (1590-1621)      | Cosimo II de' Medici (1590-1621)      | Cosimo II de' Medici (1590-1621)      | Cosimo II de' Medici (1590-1621)      |                                       |                                       |                                   |                                   |                                     |                                     | Maria Magdalena van Oostenrijk (1589-1631) | Maria Magdalena van Oostenrijk (1589-1631) | Maria Magdalena van Oostenrijk (1589-1631) | Maria Magdalena van Oostenrijk (1589-1631) | Maria Magdalena van Oostenrijk (1589-1631)              | Maria Magdalena van Oostenrijk (1589-1631)              |                                                         |                                                         |                                                         |                                                         |  |  |  |  |  |  |  |  |  |  |  |  |  |  |  |  |  |  |  |  |  |  |  |  |  |  |  |  |  |  |  |  |  |  |  |  |  |  |  |  |  |  |  |  |  |  |  |  |
|                                 |                                 |                                 |                                 | Ranuccio I Farnese (1569-1622)  | Ranuccio I Farnese (1569-1622)  | Ranuccio I Farnese (1569-1622) | Ranuccio I Farnese (1569-1622) | Ranuccio I Farnese (1569-1622) | Ranuccio I Farnese (1569-1622) |                                |                                |                                |                                |                                             |                                             | Margherita Aldobrandini (1588-1646)         | Margherita Aldobrandini (1588-1646)         | Margherita Aldobrandini (1588-1646)         | Margherita Aldobrandini (1588-1646)         | Margherita Aldobrandini (1588-1646) | Margherita Aldobrandini (1588-1646) |                                  |                                  |                                    |                                    |                                    |                                    |                                     |                                     |                                     |                                     | Cosimo II de' Medici (1590-1621)    | Cosimo II de' Medici (1590-1621)    | Cosimo II de' Medici (1590-1621)      | Cosimo II de' Medici (1590-1621)      | Cosimo II de' Medici (1590-1621)      | Cosimo II de' Medici (1590-1621)      |                                       |                                       |                                   |                                   |                                     |                                     | Maria Magdalena van Oostenrijk (1589-1631) | Maria Magdalena van Oostenrijk (1589-1631) | Maria Magdalena van Oostenrijk (1589-1631) | Maria Magdalena van Oostenrijk (1589-1631) | Maria Magdalena van Oostenrijk (1589-1631)              | Maria Magdalena van Oostenrijk (1589-1631)              |                                                         |                                                         |                                                         |                                                         |  |  |  |  |  |  |  |  |  |  |  |  |  |  |  |  |  |  |  |  |  |  |  |  |  |  |  |  |  |  |  |  |  |  |  |  |  |  |  |  |  |  |  |  |  |  |  |  |
|                                 |                                 |                                 |                                 |                                 |                                 |                                |                                |                                |                                | Odoardo Farnese (1612-1646)    | Odoardo Farnese (1612-1646)    | Odoardo Farnese (1612-1646)    | Odoardo Farnese (1612-1646)    | Odoardo Farnese (1612-1646)                 | Odoardo Farnese (1612-1646)                 |                                             |                                             |                                             |                                             |                                     |                                     |                                  |                                  |                                    |                                    |                                    |                                    |                                     |                                     |                                     |                                     |                                     |                                     |                                       |                                       |                                       |                                       | Margherita de' Medici (1588-1646)     | Margherita de' Medici (1588-1646)     | Margherita de' Medici (1588-1646) | Margherita de' Medici (1588-1646) | Margherita de' Medici (1588-1646)   | Margherita de' Medici (1588-1646)   |                                            |                                            |                                            |                                            |                                                         |                                                         |                                                         |                                                         |                                                         |                                                         |  |  |  |  |  |  |  |  |  |  |  |  |  |  |  |  |  |  |  |  |  |  |  |  |  |  |  |  |  |  |  |  |  |  |  |  |  |  |  |  |  |  |  |  |  |  |  |  |
|                                 |                                 |                                 |                                 |                                 |                                 |                                |                                |                                |                                | Odoardo Farnese (1612-1646)    | Odoardo Farnese (1612-1646)    | Odoardo Farnese (1612-1646)    | Odoardo Farnese (1612-1646)    | Odoardo Farnese (1612-1646)                 | Odoardo Farnese (1612-1646)                 |                                             |                                             |                                             |                                             |                                     |                                     |                                  |                                  |                                    |                                    |                                    |                                    |                                     |                                     |                                     |                                     |                                     |                                     |                                       |                                       |                                       |                                       | Margherita de' Medici (1588-1646)     | Margherita de' Medici (1588-1646)     | Margherita de' Medici (1588-1646) | Margherita de' Medici (1588-1646) | Margherita de' Medici (1588-1646)   | Margherita de' Medici (1588-1646)   |                                            |                                            |                                            |                                            |                                                         |                                                         |                                                         |                                                         |                                                         |                                                         |  |  |  |  |  |  |  |  |  |  |  |  |  |  |  |  |  |  |  |  |  |  |  |  |  |  |  |  |  |  |  |  |  |  |  |  |  |  |  |  |  |  |  |  |  |  |  |  |
|                                 |                                 |                                 |                                 |                                 |                                 |                                |                                |                                |                                |                                |                                |                                |                                |                                             |                                             |                                             |                                             |                                             |                                             |                                     |                                     |                                  |                                  |                                    |                                    |                                    |                                    |                                     |                                     |                                     |                                     |                                     |                                     |                                       |                                       |                                       |                                       |                                       |                                       |                                   |                                   |                                     |                                     |                                            |                                            |                                            |                                            |                                                         |                                                         |                                                         |                                                         |                                                         |                                                         |  |  |  |  |  |  |  |  |  |  |  |  |  |  |  |  |  |  |  |  |  |  |  |  |  |  |  |  |  |  |  |  |  |  |  |  |  |  |  |  |  |  |  |  |  |  |  |  |
|                                 |                                 |                                 |                                 |                                 |                                 |                                |                                |                                |                                |                                |                                |                                |                                |                                             |                                             |                                             |                                             |                                             |                                             |                                     |                                     |                                  |                                  |                                    |                                    |                                    |                                    |                                     |                                     |                                     |                                     |                                     |                                     |                                       |                                       |                                       |                                       |                                       |                                       |                                   |                                   |                                     |                                     |                                            |                                            |                                            |                                            |                                                         |                                                         |                                                         |                                                         |                                                         |                                                         |  |  |  |  |  |  |  |  |  |  |  |  |  |  |  |  |  |  |  |  |  |  |  |  |  |  |  |  |  |  |  |  |  |  |  |  |  |  |  |  |  |  |  |  |  |  |  |  |
| Ranuccio II Farnese (1630-1694) | Ranuccio II Farnese (1630-1694) | Ranuccio II Farnese (1630-1694) | Ranuccio II Farnese (1630-1694) | Ranuccio II Farnese (1630-1694) | Ranuccio II Farnese (1630-1694) |                                |                                | Alessandro Farnese (1635-1689) | Alessandro Farnese (1635-1689) | Alessandro Farnese (1635-1689) | Alessandro Farnese (1635-1689) | Alessandro Farnese (1635-1689) | Alessandro Farnese (1635-1689) |                                             |                                             | Orazio Farnese (1636-1656)                  | Orazio Farnese (1636-1656)                  | Orazio Farnese (1636-1656)                  | Orazio Farnese (1636-1656)                  | Orazio Farnese (1636-1656)          | Orazio Farnese (1636-1656)          |                                  |                                  | Maria Caterina Farnese (1637-1684) | Maria Caterina Farnese (1637-1684) | Maria Caterina Farnese (1637-1684) | Maria Caterina Farnese (1637-1684) | Maria Caterina Farnese (1637-1684)  | Maria Caterina Farnese (1637-1684)  |                                     |                                     | Maria Maddalena Farnese (1638-1693) | Maria Maddalena Farnese (1638-1693) | Maria Maddalena Farnese (1638-1693)   | Maria Maddalena Farnese (1638-1693)   | Maria Maddalena Farnese (1638-1693)   | Maria Maddalena Farnese (1638-1693)   |                                       |                                       | Pietro Farnese (1639-1677)        | Pietro Farnese (1639-1677)        | Pietro Farnese (1639-1677)          | Pietro Farnese (1639-1677)          | Pietro Farnese (1639-1677)                 | Pietro Farnese (1639-1677)                 |                                            |                                            | ... + 1 jong overleden zuster en 1 jong overleden broer | ... + 1 jong overleden zuster en 1 jong overleden broer | ... + 1 jong overleden zuster en 1 jong overleden broer | ... + 1 jong overleden zuster en 1 jong overleden broer | ... + 1 jong overleden zuster en 1 jong overleden broer | ... + 1 jong overleden zuster en 1 jong overleden broer |  |  |  |  |  |  |  |  |  |  |  |  |  |  |  |  |  |  |  |  |  |  |  |  |  |  |  |  |  |  |  |  |  |  |  |  |  |  |  |  |  |  |  |  |  |  |  |  |

- Gemeinsame Normdatei: 12031942X
- International Standard Name Identifier: 0000 0000 1262 7290
- Library of Congress Control Number: n2016006939
- Istituto Centrale per il Catalogo Unico: CUBV062251
- Système universitaire de documentation: 146247299
- Virtual International Authority File: 67294230
- WorldCat: E39PBJfmmvYCcJpYf4G7jbyTpP